# Schloss Lauck

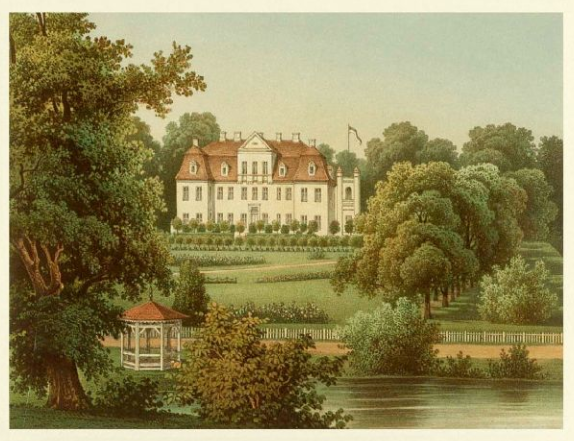
Schloss Lauck, Alexander Duncker: Die ländlichen Wohnsitze, Schlösser und Residenzen der ritterschaftlichen Grundbesitzer in der preussischen Monarchie. Band 5, 1862–1853

Schloss Lauck war ein Herrenhaus im polnischen Ławki im früheren Ostpreußen.

## Geschichte
Lauck war einer der Stammsitze der Dohna und wurde 1731 durch Christoph Friedrich zu Dohna-Lauck zu einem Fideikommiss umgewandelt. Es wurde damit Stammsitz der Linie Dohna-Lauck.
Um 1700 wurde ein Jagdhaus durch Adolph Christoph zu Dohna-Lauck (1683–1736), den Sohn von Christoph Friedrich, zu einem Wohnsitz ausgebaut. Beide Ecken des Herrenhauses sind wie Seitenrisalite vorgezogen. Eine Oberstube mit Mansarddach, die mit einem Dreiecksgiebel geschmückt ist, betont die Mittelachse über dem Portal. Der Bau erfuhr im 20. Jahrhundert einen Umbau im Inneren. Des Weiteren wurde der Bau im Osten durch einen Turm erweitert.
Das barocke Schloss Lauck wurde 1935 abgetragen, nachdem die Ländereien größtenteils verkauft worden waren.